# To My Surprise
To My Surprise era uma banda de rock alternativo norte-americana formada em 2002 em Des Moines, Iowa. Era um projeto paralelo de Shawn Crahan, membro e fundador da banda de metal Slipknot. Em 2003, lançaram o seu álbum de estreia To My Surprise, mas com a saída de Brandon Darner em 2004 a banda separou-se da sua editora. 2005 viu a chegada de quatro novos membros para iniciar o trabalho do segundo álbum e em 2006 começaram a actuar em concertos nos EUA. Contudo, pouco tempo depois os To My Surprise cancelaram várias actuações e separaram-se antes de lançarem um segundo álbum.

## Membros
- Dorothy Hecht – voz, teclado (2005 - 2006)
- Jarrod Brom – guitarras, teclado (2005 - 2006)
- Paul Thompson – guitarras, voz (2005 - 2006)
- Wade Thompson – baixo, voz (2005 - 2006)
- Shawn Crahan – bateria (2002 - 2006)
- Stevan Robinson – guitarras, voz (2002 - 2006)
- Brandon Darner – guitarras, voz (2002 - 2004)

## Discografia
- To My Surprise (2003)